# 김달순
김달순(金達淳, 1760년~1806년 5월 30일(음력 4월 13일))은 조선 후기의 문신으로 자는 도이(道爾), 호는 일청(一靑), 시호는 익헌(翼憲)이며, 본관은 안동(安東). 아버지는 풍기군수 증의정부 영의정 김이현(金履鉉)이며 어머니는 은진송씨이다.
영의정 문곡 김수항의 5대손으로, 영의정 몽와김창집의 동생 김창흡의 현손이며, 영안부원군 풍고 김조순과는 10촌형제간 이었다. 1789년 진사시에 합격하고 음서로 영릉참봉이 되고, 1790년 증광문과에 병과로 급제하였다. 이후 초계문신(抄啓文臣)으로 뽑혔다. 1799년 청나라에 파견될 진하사(進賀使)의 부사(副使)로 선발되어 연경을 다녀왔다. 귀국후 이조판서가 되었다.
정조 사후 이때 〈정조실록〉 편찬에 참여했고, 〈선조보감 先祖寶鑑〉의 편찬을 건의하였다.
1801년 전라도관찰사를 거쳐, 1803년 이조판서와 병조판서를 역임했다. 이듬해 순조와 정순왕후의 총애를 받던 서용보(徐龍輔)를 제거하려던 유생들의 상소사건에 연루되어, 서용보의 공격을 받았다. 이때 순조의 수레가 대궐 밖으로 나갈 때 불참했다는 죄목으로 유배되었으나, 곧 복직되어 이조판서에 임명되었다.
1805년 정순왕후 김씨 사후 순조의 장인이었던 10촌동생 김조순이 집권하여 안동 김씨 세도정치가 확립되자 의정부우의정에 올랐으나, 시파였던 일족들과는 다른 정견으로 벽파에 서서 시파를 공격하였다.
그 뒤 벽파로서 사도세자를 옹호하는 이우(李堣) 박하원(朴夏遠), 홍지섭(洪志燮) 등 시파를 공격했다가, 1806년 형조참판 조득영(趙得永) 등 시파의 탄핵을 받고 홍주목에 유배되었다가 다시 남해안에 이배되었다. 그 뒤 강진현으로 옮겨졌다가 사사되었다. 그 뒤 신원되었다.

## 가족 관계
- 고조부 : 증이조판서 문강공 김창흡(金昌翕)
  - 증조부 : 증이조판서 김양겸(金養謙)
    - 할아버지 : 가평군수 김범행(金範行)
      - 숙부 : 김이계(金履銈)
        - 사촌 : 김근순(金近淳)

      - 숙부 : 김이수(金履鏽)
        - 사촌 : 김매순(金邁淳)

      - 아버지 : 풍기군수 증영의정 김이현(金履鉉)
      - 어머니 : 송재화의 딸
        - 전처 : 박사호의딸
        - 후처 : 구현겸의 딸

## 참고 문헌
- 춘추관 관원들 (1838). 《순조실록》.